# Alexander-von-Humboldt-Gymnasium Konstanz
Das Alexander-von-Humboldt-Gymnasium ist eines von mehreren großen Gymnasien in Konstanz am Bodensee. Es ist ein mathematisch-naturwissenschaftliches und vorwiegend neusprachliches Gymnasium. Im Jahre 2005 feierte die Schule ihr 175-jähriges Bestehen. Träger des Gymnasiums ist die Stadt Konstanz. An der Schule werden etwa 1.000 Schüler von ungefähr 90 Lehrern unterrichtet.

## Geschichte
Das Gymnasium wurde durch Josef Willibald Strasser (1769–1846) im Jahr 1830 gegründet und später mehrmals erweitert. Die Planungen für eine neue Schule am Schottenplatz gehen auf das Jahr 1897 zurück, Grundsteinlegung war am 11. November 1901 und die Eröffnung am 17. September 1903. Benannt wurde die Schule 1925 nach Ferdinand Graf von Zeppelin, dem Konstanzer Pionier des Luftschiffbaus, und 1948 auf Anregung durch den damaligen Schulleiter Hermann Venedey nach dem Naturforscher und Entdecker Alexander von Humboldt.

### Frühere Namen der Schule
- 1830: Real- oder Bürgerschule
- 1834: Höhere Bürgerschule
- 1884: Realschule
- 1899: Oberrealschule

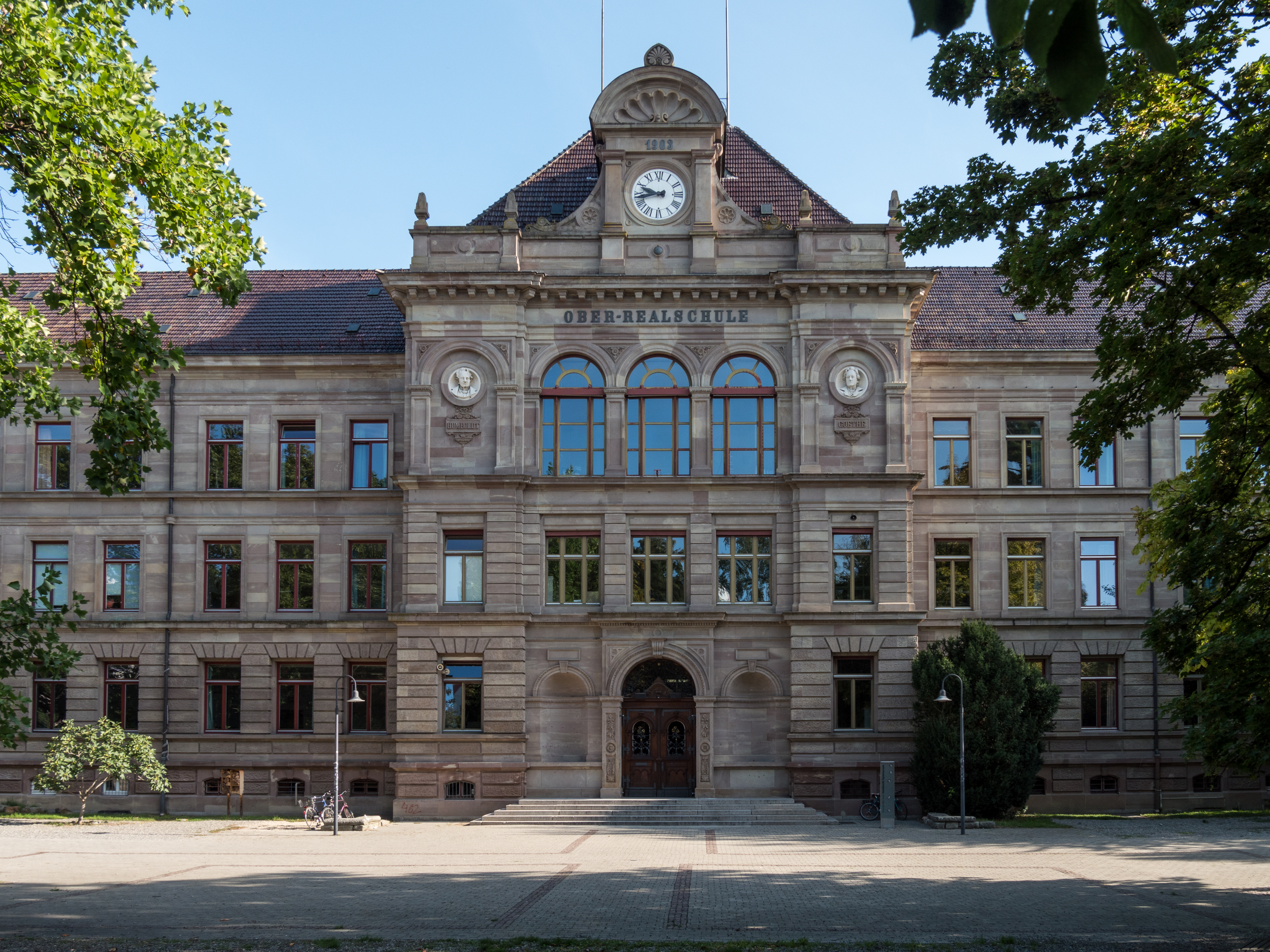
„Ober-Realschule“ Alexander-von-Humboldt-Gymnasium (2018)

- 1925: Zeppelin-Oberrealschule mit Realgymnasium
- 1937: Zeppelinschule, Oberschule für Jungen
- 1945: Oberrealschule
- 1948: Alexander-von-Humboldt-Gymnasium

Am Gebäude selbst befindet sich nach wie vor der Schriftzug Ober-Realschule.

## Unterrichtsangebot
Das Alexander-von-Humboldt-Gymnasium ist traditionell naturwissenschaftlich ausgerichtet, verfügt aber auch über ein Sprachprofil und als eines der wenigen Gymnasien in Baden-Württemberg über ein Kunstprofil. Das Pflichtfächerangebot umfasst erstens den mathematisch-naturwissenschaftlichen Bereich, zweitens den sprachlich-literarisch-künstlerischen Bereich und drittens den gesellschaftswissenschaftlichen Bereich.

### Profile
Ab Klasse acht wählen die Schüler ein Profilfach als Kernfach. Das gewählte Profilfach wird als Hauptfach gewertet.

#### Naturwissenschaftliches Profil
Seit dem Schuljahr 2001/2002 nimmt das Alexander-von-Humboldt-Gymnasium mit elf anderen Gymnasien in Baden-Württemberg an einem Schulversuch teil, der zum Ziel hat, das Fach Naturwissenschaft und Technik als Kernfach des Naturwissenschaftlichen Profils zu entwickeln. Hierzu dienen Projektarbeiten, Arbeitsgemeinschaften und naturwissenschaftliche Praktika.
In der Versuchsphase wird das Fach in den Klassen neun, zehn und elf jeweils vierstündig unterrichtet. Die Basiswissenschaften Biologie, Chemie, Geowissenschaften und Physik werden in allen Profilen im selben Umfang unterrichtet.

#### Schwerpunktschule Mathematik
Als mathematisch-naturwissenschaftliches Gymnasium liegt einer der Schwerpunkte im Fach Mathematik. Das Alexander-von-Humboldt-Gymnasium hat eine Arbeitsgemeinschaft Jugend forscht gebildet und nimmt regelmäßig an den Wettbewerben Mathematik ohne Grenzen und Tag der Mathematik teil.

#### Sprachliches Profil
Im Sprachprofil ist Italienisch die dritte Fremdsprache. Für die Schüler dieses Profils gibt es verschiedene Arbeitsgemeinschaften im sprachlichen Bereich.

#### Bildende-Kunst-Profil
Seit 1997 können sich die Schüler in jeder Jahrgangsstufe in einer Kunstklasse zusätzlich zum Regelunterricht intensiver mit den praktisch-bildnerischen und theoretisch-reflektierenden Bereichen des Faches auseinandersetzen.

### Musik und Sport als qualifiziertes Angebot
Durch Kooperation mit anderen Allgemein bildenden Gymnasien ist auch in Musik und Sport das Angebot eines vierstündigen Kurses möglich.

### Zusätzliche Kurse und Arbeitsgemeinschaften
Darüber hinaus gibt es am Alexander-von-Humboldt-Gymnasium verschiedenste Arbeitsgemeinschaften.

#### Projekt der Neugestaltung des Schulhofes
Ein Projekt des Schüler-Arbeitskreises Umweltthemen war die umwelt- und schülergerechte Neugestaltung des Schulhofes. Das Projekt wurde beim Bundesumweltwettbewerb 1996/1997 mit einem zweiten Hauptpreis und 1997 mit dem Landesnaturschutzpreis Baden-Württemberg ausgezeichnet.

## Partnerschaften/Schüleraustausch
Am Alexander-von-Humboldt-Gymnasium findet jährlich ein Schüleraustausch mit den Konstanzer Partnerstädten Richmond (Großbritannien) und Fontainebleau (Frankreich) statt. Darüber hinaus besuchen Schüler mehrerer Konstanzer Gymnasien alle zwei Jahre die tschechische Partnerstadt Tábor. Neuerdings wird jedes Jahr ein Amerikaaufenthalt für zwei Wochen in Boston, Massachusetts angeboten.

## Ehrungen
- 1997: Zweiter Hauptpreis beim Bundesumweltwettbewerb 1996/1997 und Landesnaturschutzpreis Baden-Württemberg für die umwelt- und schülergerechte Neugestaltung des Schulhofes.
- 1998: Beim 33. Bundeswettbewerb von Jugend forscht in München wurde Johannes Huber vom Alexander-von-Humboldt-Gymnasium Konstanz im Fach Physik Bundessieger und erhielt den Sonderpreis des Bundeskanzlers Helmut Kohl für die originellste Arbeit.
- 2010: Geldpreis in Höhe von 1000 Euro für die rege Teilnahme an Jugend forscht.

## Bekannte Lehrkräfte
- Bruno Epple, Lehrer von 1962 bis 1965 am Alexander-von-Humboldt-Gymnasium, deutscher Maler, Dichter in Schriftdeutsch und Alemannisch
- Friedrich Kiefer, Lehrer für Biologie, Erforscher des Bodensee-Planktons und weltbekannter Experte für Ruderfußkrebse
- Theo Rehm, Religionslehrer 1926–1928, später NSDAP-Politiker

## Bekannte Absolventen
- 1937: Werner Maihofer, 1974 bis 1978 Bundesminister des Innern
- 1952: Jesco von Puttkamer, Raumfahrtingenieur seit 1962 Mitarbeiter der NASA
- 1957: Fritz-Joachim Gnädinger, Politiker
- 1962: Michael Dickreiter, deutscher Tonmeister, Musikwissenschaftler und Autor diverser Fachbücher
- 1962: Volker Faust, Psychiater und Autor von Medizinfachbüchern
- 1963: Hasso Plattner, Gründer des Softwareunternehmens SAP
- 1975: Klaus Draeger, Manager
- 1979: Stefan Rahmstorf, Klimaforscher
- 1999: Lilian Tschan, politische Beamtin